# Аделаида Савонская
Аделазия дель Васто, или Аделаида Савонская (итал. Adelasia del Vasto; около 1072, Савона (?) — 16 апреля 1118 года, Патти) — дочь савонского маркграфа Манфредо из рода дель Васто, в замужестве — первым браком, жена (третья) Рожера I Сицилийского и Великая графиня Сицилии; вторым браком, жена (третья) Балдуина I Иерусалимского и королева Иерусалимская. Мать Рожера II Сицилийского и регент в годы его несовершеннолетия.

## Первый брак
Аделаида была, по одним сведениям, дочерью, по другим, племянницей Бонифация Савонского; две её сестры были помолвлены с сицилийскими принцами Жорданом и Годфри, сыновьями Рожера I. После смерти своей второй жены Рожер I женился на Аделаиде около 1087 года. В браке родились двое сыновей, Симон (1093 — 1105) и Рожер II (1095 — 1154) и две дочери, Матильда и Максимилла.

## Регентство на Сицилии
После кончины Рожера I (22 июня 1101 года) Аделаида стала регентом при их сыне Симоне, а затем, после смерти последнего (28 сентября 1105 года), при следующем сыне — Рожере II. Все хроники, рассказывающие о норманнской Южной Италии, завершаются к этому моменту, поэтому информация о правлении Аделаиды очень скудна. Известно, что Аделаида приблизила к себе арабских и греческих советников, совершенно оттеснивших от кормила власти норманнских баронов; эти же советники были воспитателями её сыновей, чем объясняются совершенно «восточные» характер и вкусы Рожера II. К моменту совершеннолетия Рожера II (1112 год) Аделаида и её двор окончательно переселились из Милето (в Калабрии) в Палермо; таким образом, именно Аделаида вернула Палермо статус столичного города Сицилии.
Ордерик Виталий упоминает о том, что Аделаида, не имевшая опыта государственного управления, вызвала на Сицилию некоего Роберта Бургундского, женила его на одной из своих падчериц, сделала своим соправителем, а затем отравила. О Роберте не упоминает ни один итальянский источник, информация Ордерика Виталия о южноитальянских событиях нередко оказывается искажённой и неверной, в связи с чем одни исследователи (Шаландон, Норвич) полностью отвергают этот рассказ, другие (Амари) с оговорками принимают.

## Брак с Балдуином I и его аннулирование
В 1113 году в Палермо прибыли послы Балдуина I Иерусалимского просить руки Аделаиды для своего короля. Переговоры увенчались успехом, причём Аделаида настояла на включение в брачный контракт пункта, делавшего её сына Рожера II наследником Иерусалимского королевства в случае, если брак останется бездетным. В августе 1113 года Аделаида прибыла в Акру, где состоялось её бракосочетание с Балдуином I. Значительное приданое Аделаиды позволило Балдуину разрешить финансовые проблемы, и первоначально брак казался удачным.
Но вскоре союз Балдуина I и Аделаиды подвергся жёсткой критике со стороны Церкви. Предыдущий брак Балдуина I с армянской принцессой Ардой формально не был расторгнут: король, разгневанный вольным образом жизни супруги, настоял на её удалении в один из иерусалимских монастырей, а затем позволил ей уехать в Константинополь. Таким образом, Балдуин, не разведясь с Ардой, женился на Аделаиде и оказался двоежёнцем. Патриарх Иерусалимский Арнульф, венчавший этот брак, был лишён поста за симонию, но затем вновь возвращён на кафедру папой с условием добиться аннулирования противозаконного королевского союза. Весной 1117 года Балдуин I тяжело заболел и под давлением Арнульфа согласился удалить Аделаиду. Опозоренная и ограбленная (приданого ей не вернули) Аделаида вернулась на Сицилию и умерла здесь 16 апреля 1118 года. Погребена в кафедральном соборе Патти. В связи с расторжением брака Балдуина и Аделаиды условие о наследовании Рожером II иерусалимской короны потеряло силу и не было выполнено.